# Teodoro I Calliope
Teodoro Calliope (cit. 648; fl. VII secolo) è stato un politico bizantino, per due volte esarca d'Italia.

## Biografia
Teodoro Calliope (o anche Calliopa, secondo altre grafie) era figlio di Apollenarius, già prefetto del pretorio in Italia. Rivestì due volte la carica di esarca, dal 648 al 649 e dal 652 al 666 circa.  
Nel 648 l'imperatore Costante II nominò Teodoro nuovo esarca d'Italia. Resse l'Esarcato per due anni, per poi venire richiamato a Costantinopoli. 

Fece ritorno a Ravenna nel 652 circa, con l'ordine, da parte di Costante II, di arrestare papa Martino I. Teodoro giunse a Roma accompagnato dall'esercito e il pontefice venne fatto prigioniero nella Basilica del Salvatore in Laterano (17 giugno 653) e costretto ad imbarcarsi alla volta di Costantinopoli. Teodoro tornò poi in fretta a Ravenna, temendo una sollevazione popolare. Rimase in carica fino al 666.
Pare che avesse una moglie di nome Anna e dei figli.